# Zdzisław Wrona
Zdzisław Wrona (* 12. Januar 1962 in Pustków Wilczkowski, Woiwodschaft Niederschlesien, Polen) ist ein ehemaliger polnischer Radrennfahrer.

## Sportliche Karriere
Zdzisław Wrona wuchs auf einem Bauernhof in dem Dorf Pustków Wilczkowski nahe Breslau auf; er hatte sechs Geschwister. Einer seiner Brüder, Marek, wurde später ebenfalls ein erfolgreicher Radrennfahrer (1989 Gewinner der Polen-Rundfahrt), zwei weitere Brüder entschieden sich für Fußball. 1976 wurde Zdzisław Wrona Mitglied im BKS Sobótka und begann mit dem regelmäßigen Training im zwölf Kilometer entfernten Sobótka, dabei arbeitete er weiterhin auf dem elterlichen Bauernhof. „Das Training begann schon mit der Fahrt dorthin“, erinnerte er sich später. Später wechselte er zum Verein Moto Jelcz Olawa.
Ende der 1970er Jahre gewann Wrona bei der Jugend-Spartakiade und wurde polnischer Bergmeister. 1986 und 1987 startete er bei der Internationalen Friedensfahrt, 1986 gewann er die siebte Etappe von Gorzów nach Szczecin und schlug dabei den Deutschen Olaf Ludwig. Im selben Jahr wurde er Dritter der Tour du Loir-et-Cher. 1988 nahm er am Straßenrennen der Olympischen Sommerspiele in Seoul teile und belegte Rang 17. Bei Paris–Troyes wurde er 1992 Zweiter. Beim heimischen Radrennen Szlakiem Grodów Piastowskich ist er mit drei Siegen Rekordhalter, gemeinsam mit Marek Rutkiewicz (Stand 2018).
Nach Beendigung seiner Radsportlaufbahn eröffnete Zdzisław Wrona in Jelcz-Laskowice ein Fahrradgeschäft mit Werkstatt (Stand 2015).

## Familiäres
Er ist der Bruder von Marek Wrona, der ebenfalls Radrennfahrer war.

## Erfolge
1985
- Rund in Berlin

1986
- eine Etappe Friedensfahrt
- zwei Etappen Polen-Rundfahrt

1987
- zwei Etappen Kuba-Rundfahrt
- vier Etappen Niedersachsen-Rundfahrt

1988
- Ster van Brabant